# British Formula 1 Racing
British Formula 1 Racing – dawny brytyjski zespół wyścigowy Formuły 1. Zespół zgłosił się do rywalizacji przed wyścigiem o Grand Prix Hiszpanii 1977 8 maja 1977 roku. Oficjalnie wycofał się przed Grand Prix Austrii 14 sierpnia 1977 roku. Mimo zgłoszeń do wyścigów nie wystąpił w żadnym wyścigu. W zespole jeździć mieli Brian Henton i Bernard de Dryver.